# Blues Without Fronteers
Have a Good Morning è il secondo album della Joe Galullo and the Blues Messengers pubblicato nel 1990 dalla Green Line Records.

## Tracce
Lato A
1. Dreaming in the Day
2. Whisky and Woman
3. Old Man
4. Down on the Road
5. Jenny I'm Ready

Lato B
1. Lonely Woman
2. Slow Slide Blues
3. J.G. Blues